# ЕР29
Електропоїзд ЕР29 — електропоїзд змінного струму, побудований 31 грудня 1985 року на Ризькому вагонобудівному заводі в єдиному екземплярі. Електропоїзд мав в своєму складі 6 вагонів (01, 02, 03, 04, 06, 09).
Спочатку електропоїзд ЕР29-1 проходив випробування на приміському вузлі Вільнюса, після чого декілька років провів на дослідному кільці ВНДІЗТ в підмосковній Щербинці. Після проведення випробувань був переданий в депо Фастів-Моторвагонний Південно-Західної залізниці.
В середині 1991 р. був введений в дослідну експлуатацію. Тривала вона недовго, і вже до середини 90-х років електропоїзд був знятий з експлуатації. Електропоїзд перевели на базу запасу, де згодом його розікрали. Станом на 2010 р. велика частина устаткування з поїзда демонтована, і він являє собою кузови на візках. Капітальні ремонти через унікальність устаткування цьому складу не проводилися, хоча періодично розглядався варіант реконструкції електропоїзда з використанням електроустаткування серійного електропоїзда ЕР9ТМ (ЕД9М), що дозволило б використовувати склад для роботи на лінії. 
ЕР29-1 — перший електропоїзд з нового сімейства, розробленого РВЗ, з кузовом довжиною 21.5 м і збільшеними тамбурами. Передбачалося, що до цього сімейства увійдуть електропоїзди постійного струму серій ЕР24 (освоєний ДМЗ як ЕД2Т) і ЕР30, а також змінного струму серій ЕР27 (освоєний ДМЗ як ЕД9Т) і ЕР29. Електроустаткування ЕР29 дозволяло використовувати рекуперативне гальмування, тобто при гальмуванні двигуни переводилися в генераторний режим, і електроенергія за допомогою перетворювачів поверталася в контактну мережу. Через проблеми з розміщенням електроустаткування і тягових трансформаторів під кузовом моторного вагону струмоприймачі і тягові трансформатори електропоїзда ЕР29 були змонтовані на головних і причепних вагонах.
З осені 2012 головні вагони ЕР29 знаходяться на Київському електровагоноремонтному заводі.

## Конструкція

### Внутрішнє планування
Внутрішнє планування вагонів в цілому виконане аналогічно поїздам серій ЕР2 і ЕР9 80-х років випуску. Майже повністю ідентичне планування пізніше з'явилася на моделях ЕД9Т і ЕД2Т виробництва ДМЗ.
Основну площу салону займають сидіння, над якими розміщуються полиці для багажу і вішалки для одягу. Дивани, як правило, двосторонні шестимісні (по 3 місця з кожної сторони), розташовані в 2 ряди вздовж салону поряд з вікнами. Рами вікон виконані з пластику, алюмінію і ущільнювальних матеріалів. У верхній частині вікна є кватирка, що відкривається підняттям її рами вгору.  Під вікном розташований коротенький столик. Для входу пасажирів у вагон і виходу з нього в тамбурах по кінцях вагонів розташовані двостулкові двері з пневматичним приводом. Тамбури і двері виконані більш широкими, ніж у більш ранніх поїздах РВЗ.

### Механічна частина

#### Кузов
Кузови вагонів електропоїзда ЕР29 виконані суцільнометалевими несучої конструкції (всі елементи - рама, дах, бічні стінки сприймають сили, які діють на кузов по всіх напрямках). Каркас виконаний із застосуванням гнутих профілів і являє собою систему замкнутих кілець, обтягнутих сталевою гофрованою обшивкою. Основна відмінність кузовів вагонів ЕР29 від вагонів поїздів серій ЕР2 і ЕР9 - збільшена до 21,5 м довжина за рахунок більш широких тамбурів. Слід також зазначити, що проблеми які виникли на етапі проектування пов'язані з розміщенням електрообладнання та тягових трансформаторів під кузовом моторного вагона, згодом вирішили. Струмоприймачі та тягові трансформатори електропоїзда ЕР29 змонтували на головних і причіпних вагонах.